# Kvíček
Kvíček (dříve Kvíc Malý, Malá Kvíc či Malá Kvíce) je vesnice, část města Slaný v okrese Kladno ve Středočeském kraji. Leží od něj asi dva kilometry jihozápadně od Slaného před sesterskou vsí Kvíc.

## Historie
První písemná zmínka o vesnici pochází z roku 1316, kdy jsou na tvrzi v Kvíci zmiňováni první vladykové. Obě Kvíce měly pravděpodobně stejného zakladatele, vzhledem k úzkému údolí se ale Kvíc Malý vyvíjel ve středověku výrazně pomaleji. V 16. století byl na Šternberském potoce vystavěn mlýn s malým rybníkem. Během třicetileté války byl Kvíček, v té době zvaný Malá Kvíc, ušetřen plenění císařských vojsk, zatímco Velká Kvíc byla vypálena. Protože obnova Kvíce postupovala jen zvolna, již nikdy počtem obyvatel Kvíček nedohnala.
Na počátku 18. století byl u Kvíčku otevřen pískovcový lom. V roce 1827 ve vsi bylo 15 domů se 124 obyvateli. Od roku 1848 byl na severním okraji obce provozován dr. Kreuzbergem důl na uhlí. V druhé polovině 19. století výrazně narůstalo obyvatel Kvíčku, zejména díky blízkosti Slaného. Roku 1873 obec proťala železniční trať na Kralupy. Po vyhoření staré přádelny v Ouvalově ulici na jižním okraji Slaného v roce 1900 nechal roku 1903 Honoré de Liser postavit přádelnu novou v ulici K. H. Borovského, v místech výše zmíněného uhelného dolu. V roce 1921 měla ves již 124 domů a 899 obyvatel. V roce 1928 zde byla otevřena sokolovna.
V roce 2008 byl při výstavbě rodinných domů proveden archeologický výzkum Archeologickým ústavem AV ČR. Během něj byla nalezena skupina kostrových hrobů z přelomu 9. a 10. století, spolu s řadou šperků a nádob. Objeveny byly též stopy pravěkého osídlení.

## Obyvatelstvo
| Rok            | 1869 | 1880 | 1890 | 1900 | 1910 | 1921 | 1930 | 1950 | 1961 | 1970 | 1980 | 1991 | 2001 | 2011 | 2021 |
| -------------- | ---- | ---- | ---- | ---- | ---- | ---- | ---- | ---- | ---- | ---- | ---- | ---- | ---- | ---- | ---- |
| Počet obyvatel | 135  | 161  | 304  | 363  | 673  | 900  | 929  | 821  | 839  | 812  | 660  | 598  | 560  | 711  | 790  |
| Počet domů     | 16   | 18   | 22   | 28   | 72   | 124  | 158  | 173  | 173  | 171  | 164  | 175  | 178  | 224  | 242  |

## Obecní správa
Při sčítání lidu v letech 1850–1879 Kvíček byl osadou obce Kvíc v okrese Slaný. V letech 1880–1960 byl osadou obce Kvíc, se kterým patřil nejprve do okresu Slaný, ale od roku 1960 v okrese Kladno. Od 1. července 1960 je částí města Slaný v okrese Kladno.

## Pamětihodnosti
- Kaple Božího hrobu, východně nad vsí
- Vila Ferdinanda Přibyla
- Přádelna bavlny Ferdinand Přibyl a synové

## Osobnosti
- René Černý (1914–1950), důstojník československé armády, člen Obrany národa